# Rosemarie Köhn

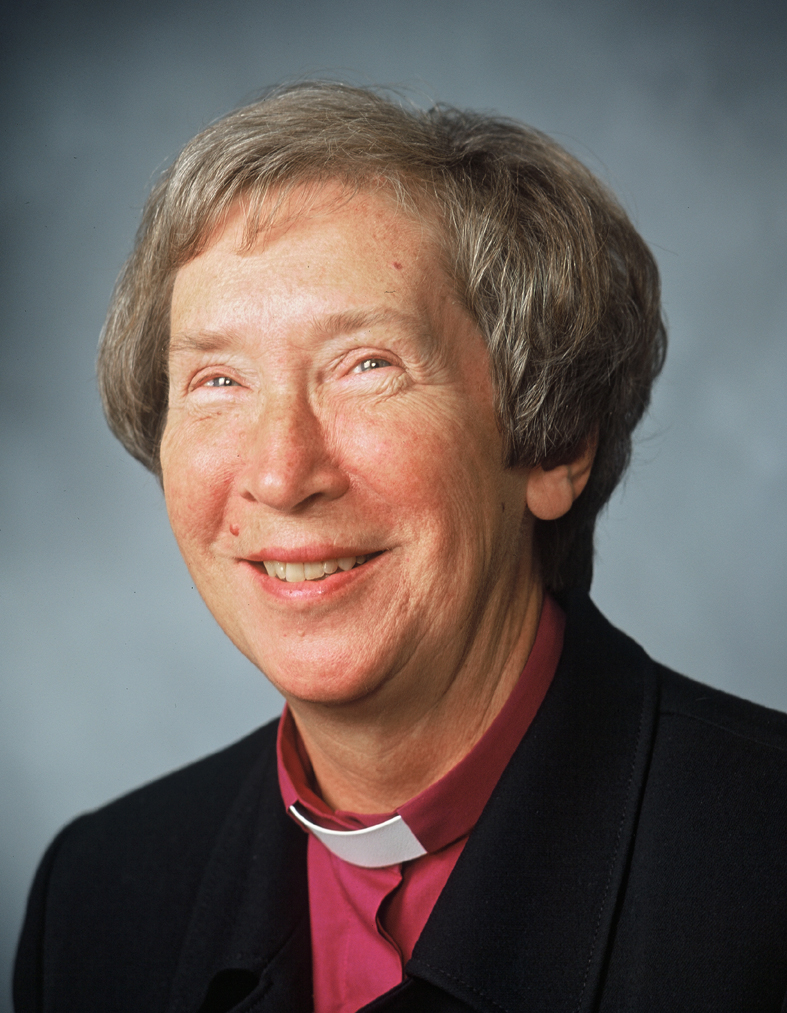
Bischöfin Rosemarie Köhn

Rosemarie Köhn (* 20. Oktober 1939 in Rathenow; † 30. Oktober 2022 in Hamar) war eine norwegische evangelisch-lutherische Theologin. Sie wurde 1993 die erste Bischöfin Norwegens.

## Leben
Köhn kam 1939 als Tochter eines deutschen Optikers und einer norwegischen Krankenpflegehelferin in Rathenow zur Welt. Mit ihrer Mutter zog sie 1946 nach Norwegen. Im Jahr 1959 erlangte sie die Hochschulreife. Sie studierte an der Universität Oslo und schloss 1966 ihr Studium mit dem Kandidatenexamen ab. Anschließend arbeitete sie an der Universität, zuerst als Hebräischlehrerin und Assistentin, dann als Stipendiatin, ab 1976 als Lektorin. Von 1989 bis 1993 war sie Rektorin des Praktisch-Theologischen Seminars. 1969 wurde sie als eine der ersten Pfarrerinnen in Norwegen ordiniert.
1993 wurde Köhn von der königlichen Regierung zur Bischöfin des Bistums Hamar in der norwegischen Staatskirche ernannt, nachdem sie in der vorausgehenden konsultativen Abstimmung im Bistumsrat auf Platz drei der Terna gelandet war. Bei ihrer Einführung am 20. Mai 1993 war sie die erste Bischöfin in Norwegen und (nach Maria Jepsen und April Ulring Larson) die dritte lutherische Bischöfin weltweit. 2006 gab sie ihr Amt aus gesundheitlichen Gründen auf.
Köhn gehörte zu den ersten Bischöfen der Norwegischen Kirche, die offen lebende Homosexuelle ordinierten, und lebte selbst in einer gleichgeschlechtlichen Ehe.
Köhn starb im Oktober 2022 im Alter von 83 Jahren nach längerer Krankheit.

## Auszeichnungen und Ehrungen
2004 wurde sie von König Harald als Komtur in den Sankt-Olav-Orden aufgenommen. Am 28. April 2021 wurde sie Ehrenbürgerin ihrer Geburtsstadt Rathenow.
Kultur- und Gleichstellungsministerin Anette Trettebergstuen würdigte nach ihrem Tod ihre Rolle als Stimme für Gleichstellung und Vielfalt:

„Ihre Stimme für Gleichberechtigung und Vielfalt bedeutete enorm viel – für die Entwicklung der Kirche, für Norwegen und für viele von uns persönlich. Dass Köhn die Kirche öffnen wollte und zum Beispiel früh an der Pride-Parade teilnahm, bewirkte, dass solche wie ich uns darin zuhause fühlten.“

„Hennes stemme for likestilling og mangfold betød enormt mye – for utviklingen av kirken, for Norge og for mange av oss personlig. At Köhn ville åpne kirken og for eksempel gikk i Prideparade tidlig, gjorde at slike som meg følte oss hjemme der.“

## Schriften (Auswahl)
- Hebraisk grammatikk. Universitetsforlaget, Oslo 1971 (und weitere Auflagen).
- Håpstreet – Roses bok. Pax, Oslo 2002.
- Gode Gud? Gudsforgiftning og gudsbilder. Pax, Oslo 2003.
- Mellom en prest og en klovn. Gode ord til livet. Juritzen, Oslo 2008.